# Sauber Motorsport
|  | Aquest article tracta sobre l'equip fins a la compra de BMW el 2005 i a partir de la recompra al 2010; vegeu BMW Sauber F1 Team per l'equip que va competir des del 2005 al 2010. |

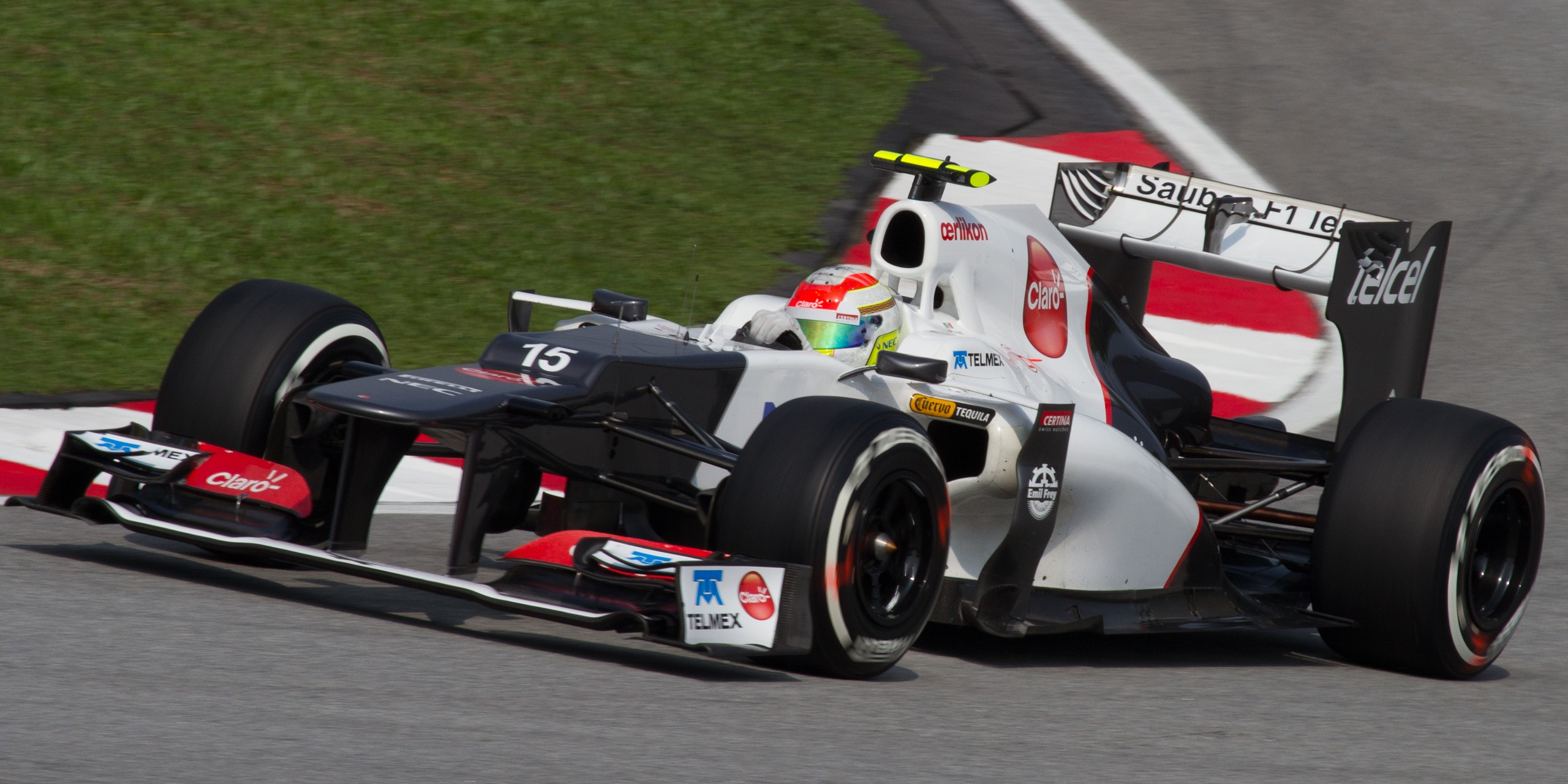
Sergio Pérez al voltant d'un Sauber en el Gran Premi de Malàisia del 2012

Stake F1 Team Kick Sauber, conegut siplement com Sauber és un equip de Fórmula 1 amb seu a Hinwil, Suïssa. El nom Sauber ve del fundador de l'escuderia Peter Sauber. La primer temporada en què l'equip va competir en la categoria va ser la de 1993.
Abans del seu ingrés a la Fórmula 1, Sauber va participar en altres carreres, com per exemple en els campionats suís i internacional i en les 24 hores de Le Mans.

## Història

### Sauber amb Mercedes i Cosworth: Els inicis (1993 - 1996)

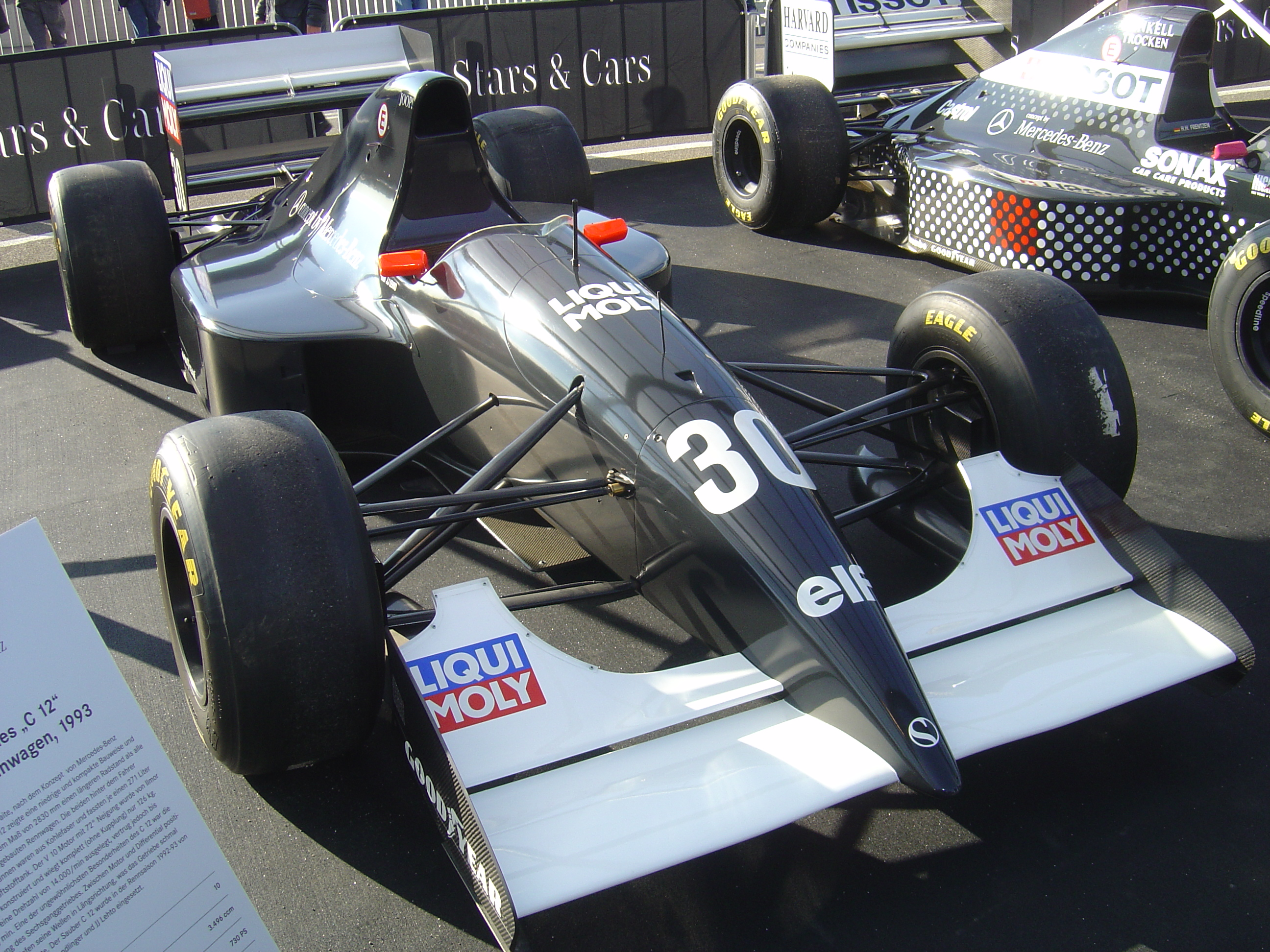
Sauber C12 (1993)

Sauber va començar a competir amb motors Mercedes durant les temporades 1993 i 1994, però després que Mercedes comprés part de McLaren els van deixar de proporcionar motors i Sauber va arribar a un acord per montar motors Cosworth durant les temporades 1995 i 1996.

### Sauber amb Ferrari (1997 - 2004)

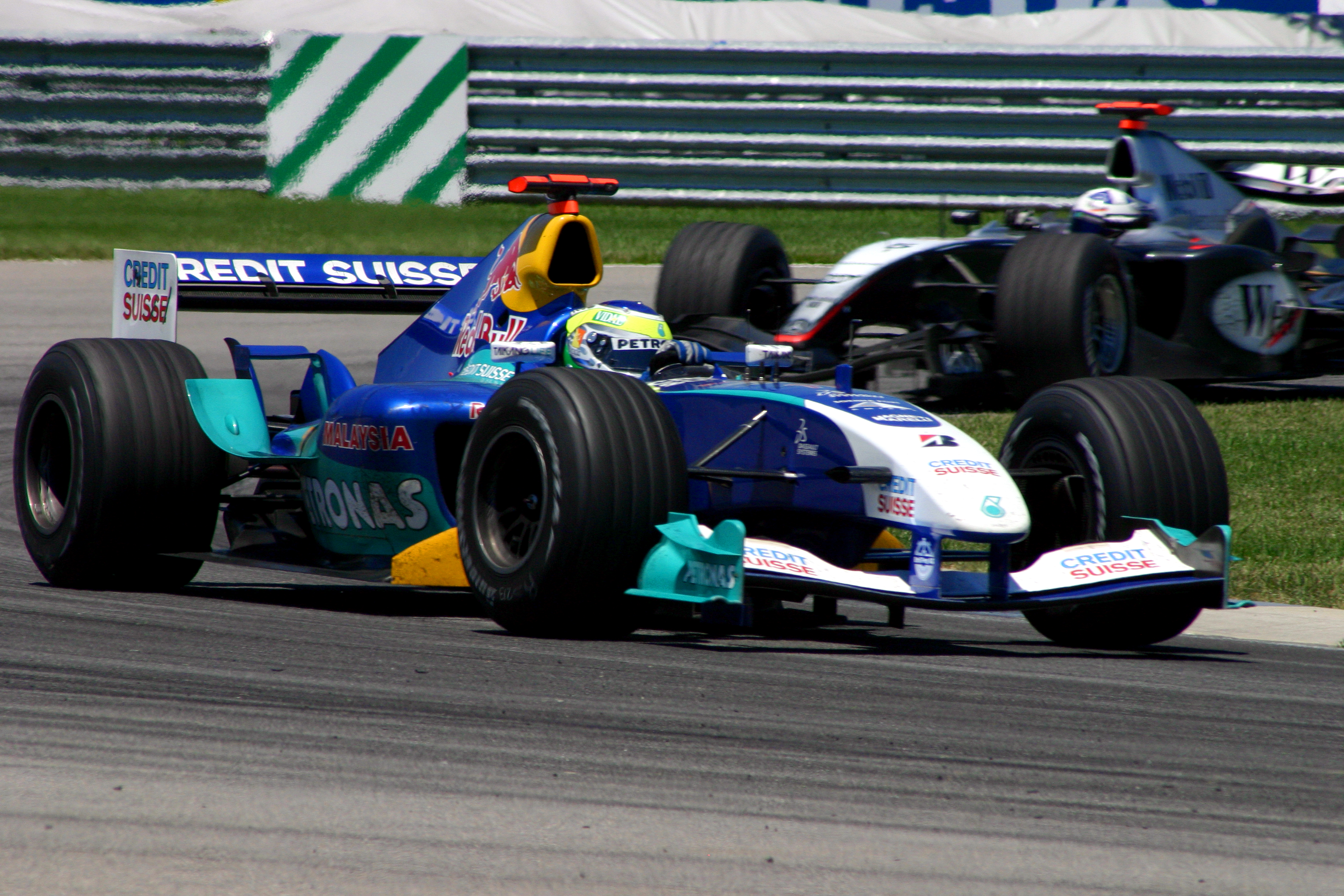
Giancarlo Fisichella en el Gran Premi dels Estats Units al Circuit d'Indianàpolis el 2004

Durant una llarga etapa l'equip va mantenir estrets vincles amb Ferrari, al punt que molts ho consideren un «terreny de proves» de l'escuderia italiana. Sauber utilitzava motors dissenyats per Ferrari, i caixes de canvi construïdes per Sauber PETRONAS Engineering que eren pràcticament idèntics als utilitzats per l'escuderia del cavallino rampante.
L'equip suís, llicenciava pràcticament tots els components que es poden llicenciar de les màquines de Ferrari, i fins i tot tenia a diversos enginyers d'aquesta escuderia en la seva plantilla. Molts han destacat les notòries similituds entre els xassís de Sauber i Ferrari, encara que no existeixen acusacions oficials respecte a aquest tema. La FIA estableix que cada equip ha de dissenyar el seu propi xassís.
En resposta a tot això, a l'equip suís es ressaltava el fet que l'escuderia va invertir una important quantitat de diners en un túnel de vent a Hinwil, i en un superordinador d'alt rendiment destinada a millorar l'aerodinàmica de les seves actuacions.
Als últims temps, els vincles de Sauber amb Ferrari es van veure debilitats. L'equip de Peter Sauber es va alinear amb les altres escuderies pel que fa als canvis de reglament que es van plantejar al final de la temporada 2004. D'altra banda, es va dir que l'equip s'uniria al Grand Prix World Championship, la categoria paral·lela a la F1 que es va planejar per als pròxims anys i que finalment mai es va arribar a realitzar.

### Sauber amb BMW: Canvi de propietari (2005 - 2009)

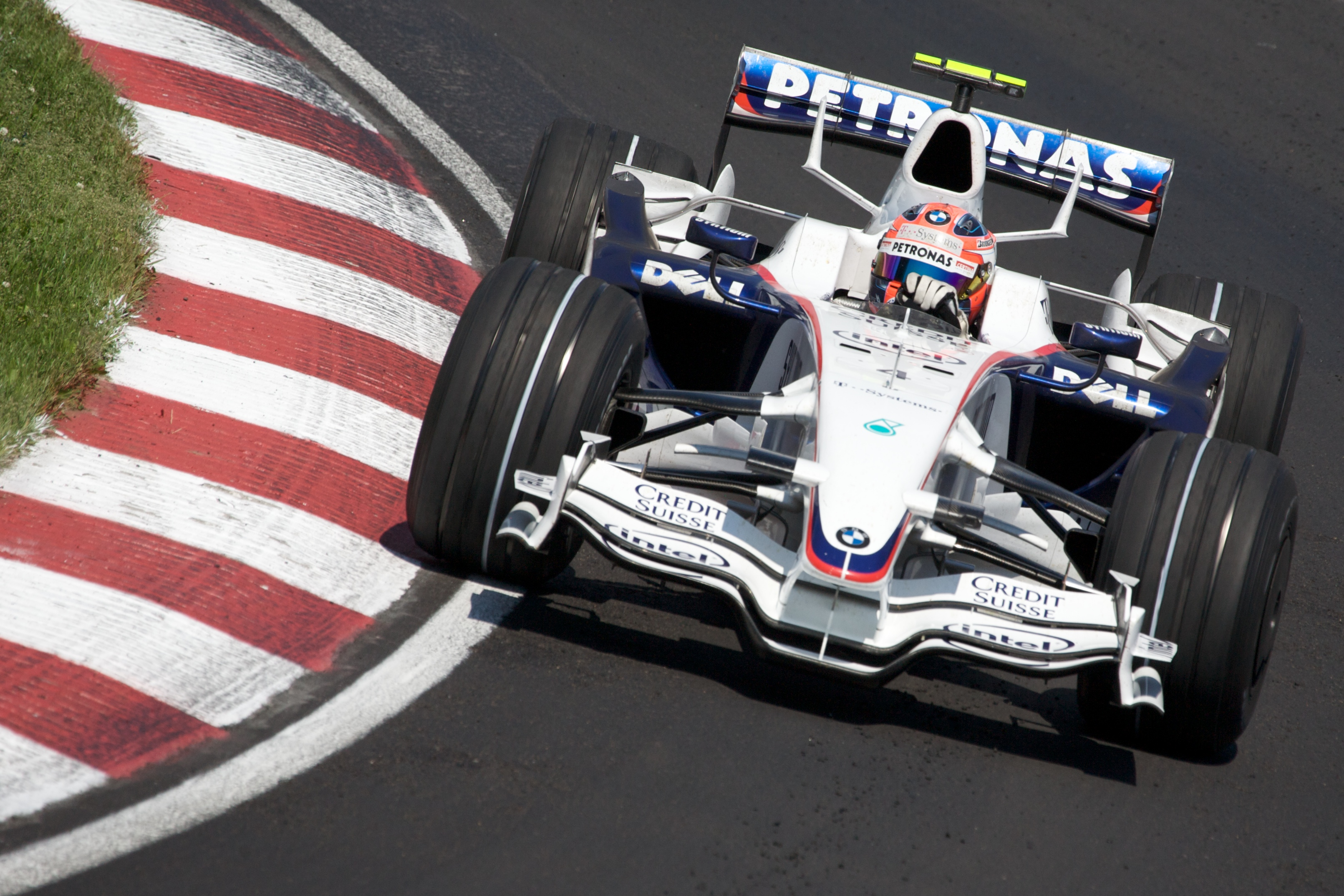
Robert Kubica en el Gran Premi del Canadà al Circuit Gilles Villeneuve el 2008, en la seva única victoria

En la temporada 2005 BMW va anunciar la compra de l'equip, encara que va decidir mantenir el nom per respecte als fans, treballadors i fins i tot el mateix Peter Sauber, que va continuar amb un paper d'assessor en el nou equip dirigit per BMW. El nou nom de l'escuderia passa a ser BMW Sauber F1 Team. Amb BMW van arribar els millors resultats de l'equip, inclòs la seva única victoria fins al moment el 2009 al Gran Premi del Canadà

### Sauber amb Ferrari: Retorn (2010 - 2017)
Després que BMW anunciés la seva retirada de la Fórmula1 al final de la temporada 2009, Peter Sauber va recomprar l'equip. L'equip utilitzaria de nou motor Ferrari i el japonès Kamui Kobayashi va ser un dels pilots a partir de la temporada 2010, juntament amb el català Pedro Martínez de la Rosa. A final de temporada Pedro Martínez de la Rosa seria substituït per Nick Heidfeld.
A la temporada 2011 els pilots van ser Kamui Kobayashi i Sergio Pérez. L'equip acabaria en 7a posició en el mundial de constructors amb 44 punts.
A la temporada 2012, Kobayashi i Pérez repetirien com a pilots.
A la temporada 2013 canviaren ambdós pilots per l'alemany Nico Hülkenberg que anteriorment havia competit amb Force India i el mexicà Esteban Gutiérrez que en la temporada 2012 va formar part de l'escuderia com a pilot de proves.

### Sauber amb Alfa Romeo (2018 - 2023)
L'equip arriba a un acord de col·laboració amb el fabricant de cotxes Alfa Romeo, que ja havia estat present en la Formula 1 en dues etapes prèvies, en les temporades 1950-1951 i 1979-1985. L'equip seguirà utilitzant motors i caixes de canvi de Ferrari, ja que tan Alfa Romeo com Ferrari pertanyen a la mateixa matriu, el Grup Fiat. En aquesta nova etapa l'equip aposta per pilots joves amb un gran potencial futur, mantenint Marcus Ericsson i contractant Charles Leclerc, campió de la FIA Fórmula 2.

### Sauber (2024 - 2025)
En aquests dos anys de transició l'equip tornarà a competir com a Sauber al finalitzar l'acord amb Alfa Romeo i fins l'arribada d'Audi a partir de 2026 amb la nova normativa de motors.

### Sauber amb Audi (2026 -)
A partir de 2026 l'equip passa a competir amb motors Audi.

## Resultats
| Any               | Nom                                    | Cotxe  | Motor                            | Pneumátics | Combustible | No.        | Conductors                                                       | Punts  | WCC    |
| Sauber            | Sauber                                 | Sauber | Sauber                           | Sauber     | Sauber      | Sauber     | Sauber                                                           | Sauber | Sauber |
| ----------------- | -------------------------------------- | ------ | -------------------------------- | ---------- | ----------- | ---------- | ---------------------------------------------------------------- | ------ | ------ |
| 1993              | Team Sauber Formula 1                  | C12    | Ilmor 2175A 3.5 V10              | G          | Elf         | 29. 30.    | Karl Wendlinger JJ Lehto                                         | 12     | 7      |
| 1994              | Broker Sauber Mercedes Sauber Mercedes | C13    | Mercedes 2175B 3.5 V10           | G          | Castrol     | 29. 30.    | Karl Wendlinger Andrea de Cesaris JJ Lehto Heinz-Harald Frentzen | 12     | 8      |
| 1995              | Red Bull Sauber Ford                   | C14    | Ford ECA Zetec-R 3.0 V8          | G          | Elf         | 29. 30.    | Karl Wendlinger Jean-Christophe Boullion Heinz-Harald Frentzen   | 18     | 7      |
| 1996              | Red Bull Sauber Ford                   | C15    | Ford JD Zetec-R 3.0 V10          | G          | Petronas    | 14. 15.    | Johnny Herbert Heinz-Harald Frentzen                             | 11     | 7      |
| 1997              | Red Bull Sauber Petronas               | C16    | Ferrari Petronas SPE-01 3.0 V10  | G          | Petronas    | 16. 17.    | Johnny Herbert Nicola Larini Gianni Morbidelli Norberto Fontana  | 16     | 7      |
| 1998              | Red Bull Sauber Petronas               | C17    | Ferrari Petronas SPE-01D 3.0 V10 | G          | Petronas    | 14. 15.    | Jean Alesi Johnny Herbert                                        | 10     | 6      |
| 1999              | Red Bull Sauber Petronas               | C18    | Ferrari Petronas SPE-03A 3.0 V10 | B          | Petronas    | 11. 12.    | Jean Alesi Pedro Diniz                                           | 5      | 8      |
| 2000              | Red Bull Sauber Petronas               | C19    | Ferrari Petronas SPE-04A 3.0 V10 | B          | Petronas    | 16. 17.    | Pedro Diniz Mika Salo                                            | 6      | 8      |
| 2001              | Red Bull Sauber Petronas               | C20    | Ferrari Petronas 01A 3.0 V10     | B          | Petronas    | 16. 17.    | Nick Heidfeld Kimi Räikkönen                                     | 21     | 4      |
| 2002              | Sauber Petronas                        | C21    | Ferrari Petronas 02A 3.0 V10     | B          | Petronas    | 7. 8.      | Nick Heidfeld Felipe Massa Heinz-Harald Frentzen                 | 11     | 5      |
| 2003              | Sauber Petronas                        | C22    | Ferrari Petronas 03A 3.0 V10     | B          | Petronas    | 9. 10.     | Nick Heidfeld Heinz-Harald Frentzen                              | 19     | 6      |
| 2004              | Sauber Petronas                        | C23    | Ferrari Petronas 04A 3.0 V10     | B          | Petronas    | 11. 12.    | Giancarlo Fisichella Felipe Massa                                | 34     | 6      |
| 2005              | Sauber Petronas                        | C24    | Ferrari Petronas 05A 3.0 V10     | M          | Petronas    | 11. 12.    | Jacques Villeneuve Felipe Massa                                  | 20     | 8      |
| BMW Sauber        |                                        |        |                                  |            |             |            |                                                                  |        |        |
| 2006              | BMW Sauber F1 Team                     | F1.06  | BMW P86/6 2.4 V8                 | M          | Petronas    | 16. 17.    | Nick Heidfeld Jacques Villeneuve Robert Kubica                   | 36     | 5      |
| 2007              | BMW Sauber F1 Team                     | F1.07  | BMW P86/7 2.4 V8                 | B          | Petronas    | 9. 10.     | Nick Heidfeld Robert Kubica Sebastian Vettel                     | 101    | 2      |
| 2008              | BMW Sauber F1 Team                     | F1.08  | BMW P86/8 2.4 V8                 | B          | Petronas    | 3. 4.      | Nick Heidfeld Robert Kubica                                      | 135    | 3      |
| 2009              | BMW Sauber F1 Team                     | F1.09  | BMW P86/9 2.4 V8                 | B          | Petronas    | 5. 6.      | Robert Kubica Nick Heidfeld                                      | 36     | 6      |
| Sauber            |                                        |        |                                  |            |             |            |                                                                  |        |        |
| 2010              | BMW Sauber F1 Team                     | C29    | Ferrari 056 2.4 V8               | B          | Shell       | 22. 23.    | Pedro de la Rosa Nick Heidfeld Kamui Kobayashi                   | 44     | 8      |
| 2011              | Sauber F1 Team                         | C30    | Ferrari 056 2.4 V8               | P          | Shell       | 16. 17.    | Kamui Kobayashi Sergio Pérez Pedro de la Rosa                    | 44     | 7      |
| 2012              | Sauber F1 Team                         | C31    | Ferrari 056 2.4 V8               | P          | Shell       | 14. 15.    | Kamui Kobayashi Sergio Pérez                                     | 126    | 6      |
| 2013              | Sauber F1 Team                         | C32    | Ferrari 056 2.4 V8               | P          | Shell       | 11. 12.    | Nico Hülkenberg Esteban Gutiérrez                                | 57     | 7      |
| 2014              | Sauber F1 Team                         | C33    | Ferrari 059/3 1.6 V6 t           | P          | Shell       | 21. 99.    | Esteban Gutiérrez Adrian Sutil                                   | 0      | 10     |
| 2015              | Sauber F1 Team                         | C34    | Ferrari 060 1.6 V6 t             | P          | Shell       | 9. 12.     | Marcus Ericsson Felipe Nasr                                      | 36     | 8      |
| 2016              | Sauber F1 Team                         | C35    | Ferrari 061 1.6 V6 t             | P          | Shell       | 9. 12.     | Marcus Ericsson Felipe Nasr                                      | 2      | 10     |
| 2017              | Sauber F1 Team                         | C36    | Ferrari 061 1.6 V6 t             | P          | Shell       | 9. 36. 94. | Marcus Ericsson Antonio Giovinazzi Pascal Wehrlein               | 5      | 10     |
| Alfa Romeo Sauber |                                        |        |                                  |            |             |            |                                                                  |        |        |
| 2018              | Alfa Romeo Sauber F1 Team              | C37    | Ferrari 063 1.6 V6 t             | P          | Shell       | 9. 16.     | Marcus Ericsson Charles Leclerc                                  | 48     | 8      |
| 2019              | Alfa Romeo Racing                      | C38    | Ferrari 064 1.6 V6 t             | P          | Shell       | 9. 16.     | Kimi Räikkönen Antonio Giovinazzi                                | 57     | 8      |
| 2020              | Alfa Romeo Racing Orlen                | C39    | Ferrari 065 1.6 V6 t             | P          | Shell       | 9. 16.     | Kimi Räikkönen Antonio Giovinazzi                                | 8      | 8      |
| 2021              | Alfa Romeo Racing Orlen                | C41    | Ferrari 065/6 1.6 V6 t           | P          | Shell       | 9. 16.     | Kimi Räikkönen Antonio Giovinazzi                                | 13     | 9      |
| 2022              | Alfa Romeo F1 Team Orlen               | C42    | Ferrari 066/7 1.6 V6 t           | P          | Shell       | 77. 24.    | Valtteri Bottas Guanyu Zhou                                      | 55     | 6      |
| 2023              | Alfa Romeo F1 Team Stake               | C43    | Ferrari 066/10 1.6 V6 t          | P          | Shell       | 77. 24.    | Valtteri Bottas Guanyu Zhou                                      | 16     | 9      |
| Sauber            |                                        |        |                                  |            |             |            |                                                                  |        |        |
| 2024              | Stake F1 Team Kick Sauber              | C43    | Ferrari 066/12 1.6 V6 t          | P          | Shell       | 77. 24.    | Valtteri Bottas Guanyu Zhou                                      | -      | -      |
| 2025              | Stake F1 Team Kick Sauber              | C44    | Ferrari 1.6 V6 t                 | P          | Shell       | -          | -                                                                | -      | -      |
| Audi Sauber       |                                        |        |                                  |            |             |            |                                                                  |        |        |
| 2026              | -                                      | C45    | Audi 1.6 V6 t                    | P          | BP          | -          | -                                                                | -      | -      |

## Pilots
El pilot que ha realitzat més curses amb l'equip és Nick Heidfeld amb 125 en dos etapes, 2001-2003 i 2006-2010. El que ha obtingut la millor posició Robert Kubica amb un primer lloc a Canadà el 2008, l'única victoria aconseguida per l'equip.